# Ditepalanthus malagasicus
Ditepalanthus malagasicus là một loài thực vật có hoa trong họ Balanophoraceae. Loài này được (Jum. & H.Perrier) Fagerl. mô tả khoa học đầu tiên năm 1939.